# Enock Kwateng
Enock Kwateng (Mantes-la-Jolie, 9 de abril de 1997) é um futebolista profissional francês que atua como zagueiro.

## Carreira
Enock Kwateng começou a carreira no Nantes.